# 電気感受率
電気感受率（でんきかんじゅりつ、英: electric susceptibility）は、電気分極の起こりやすさを示す物性値である。感受率、電気的感受率などとも言う。

## 概要
電気感受率{\displaystyle \chi }は真空の値を0とした無次元量であり、多くの物質では{\displaystyle \chi } >0であり、電場の向きと同方向に物質の電気分極が発現するが、強誘電性の物質は電場と逆向きに電気分極が発現し、金属では可視光域の電場に対して{\displaystyle \chi }<0となる。電気感受率は温度や周波数に依存し、誘電緩和現象、強誘電体の転移現象などを記述する。
電気感受率は、物質が電場に引き付けられるか、電場からはじかれるかを示す量でもあり、常誘電性や強誘電性の物質は加えられた電場の方向に電気分極が発生して、より大きな電場の領域に引き寄せられる。反強誘電の物質は磁場と反対方向に電気分極が発生して、より小さい電場の領域に向かって押し出される。また、電気感受率は、物質に加えられた電場の電気力線の変化を示す量であり、常誘電の物質は電場の電気力線を集中させ、反強誘電性の物質は電気力線を排除する。

## 定義
外部から電場{\displaystyle {\boldsymbol {E}}}を掛けられると一般の物質には電気分極{\displaystyle {\boldsymbol {P}}}が生ずる。この{\displaystyle {\boldsymbol {P}}}と{\displaystyle {\boldsymbol {E}}}の比例関係を
{\displaystyle {\boldsymbol {P}}=\chi \varepsilon _{0}{\boldsymbol {E}}}
のように書き表した時の比例係数{\displaystyle \chi }が電気感受率である。国際単位系では電気定数{\displaystyle \varepsilon _{0}}の単位がF/m、電場{\displaystyle {\boldsymbol {E}}}の単位がN/C=V/mであるため、{\displaystyle \varepsilon _{0}{\boldsymbol {E}}}の単位はF/m・N/C = (C/V)/m・V/m = C/m2であり、電気分極の単位もC/m2であることから、電気感受率は無次元量である。

### テンソル電気感受率
物質に異方性があれば電気感受率は2階のテンソルになる。
{\displaystyle P_{ij}=\varepsilon _{0}\chi _{ij}E_{j}}
{\displaystyle i,j}は空間成分を表す（直交座標の場合x,y,z）。

### 微分感受率
物質の電気分極に電場依存性があれば、電気感受率は導関数で定義される。
{\displaystyle \chi _{ij}={\frac {\partial P_{ij}}{\partial E_{j}}}}

### 誘電率との関係
物質中における電束密度{\displaystyle {\boldsymbol {D}}}、電場{\displaystyle {\boldsymbol {E}}}、電気分極{\displaystyle {\boldsymbol {P}}}の間には
{\displaystyle {\boldsymbol {D}}=\varepsilon _{0}{\boldsymbol {E}}+{\boldsymbol {P}}=\varepsilon {\boldsymbol {E}}}
の関係がある。{\displaystyle \varepsilon _{0}}は電気定数、{\displaystyle \varepsilon }は誘電率である。このため、電気感受率{\displaystyle \chi }と誘電率には
{\displaystyle \varepsilon =\varepsilon _{0}(1+\chi )}
の関係がある。物質の誘電率とは換言すれば真空の誘電率を {\displaystyle (1+\chi )}倍したものである。また比誘電率{\displaystyle \varepsilon _{r}}（その定義は{\displaystyle \varepsilon _{r}=\varepsilon /\varepsilon _{0}}）とは
{\displaystyle 1+\chi =\varepsilon _{r}}
の関係となる。

### 一般化した電気感受率
時間・空間的に変化する電場に対しては、電場と電気分極の波数{\displaystyle {\boldsymbol {k}}}と角周波数{\displaystyle \omega }のフーリエ成分に対して
{\displaystyle {\boldsymbol {P}}({\boldsymbol {k}},\omega )=\varepsilon _{0}\chi ({\boldsymbol {k}},\omega ){\boldsymbol {E}}({\boldsymbol {k}},\omega )}
の関係がある。単に電気感受率という場合は{\displaystyle \chi =\chi (0,0)}を指し、これを静的感受率という。電気分極の起源の違いが電気感受率の周波数依存性に現れることから、{\displaystyle \chi (\omega )=\chi (0,\omega )}もよく使用され、動的感受率とよばれる。一般化された電気感受率は複素数となるため複素感受率ともよばれ、因果律から要請される制限から{\displaystyle \chi ^{*}(\omega )=\chi (-\omega )}の関係を有し、その実部と虚部はクラマース・クローニッヒの関係式に従う。また、電気感受率は、線形応答理論における周波数応答関数の具体例のひとつであり、その周波数依存性は物質の性質を反映した量となり、実部は物質による電場の分散、虚部は物質による電場の吸収を意味する。

## 分極率との関係
電気感受率は分極率とも呼ばれることがある。誘電率がマクロな量であるのに対し、分極率はミクロな量である。孤立した原子または分子の場合、分極率{\displaystyle \alpha }とは原子や分子の電気双極子モーメント{\displaystyle {\boldsymbol {p}}}を誘起した局所電場{\displaystyle {\boldsymbol {E}}_{\rm {local}}}と関連付けられた量であり、分子分極率ともいう。国際単位系では、分極率（C・m2・V-1）は電気双極子モーメント（C・m）と局所電場（N/C=V/m）を用いて
{\displaystyle {\boldsymbol {p}}=\alpha {\boldsymbol {E}}_{\rm {local}}}
と関係づけられる。しかし、複数の原子や分子がある場合は、電気双極子モーメントが誘起する局所電場と周囲の電場との関係が複雑となる。
複数の原子または分子の電気双極子モーメントが全て一方向に整列しており、単位体積あたりの数がN（m-3）である場合、マクロな電気分極{\displaystyle {\boldsymbol {P}}}は分極率{\displaystyle \alpha }を用いて
{\displaystyle {\boldsymbol {P}}=N{\boldsymbol {p}}=N\alpha {\boldsymbol {E}}_{\rm {local}}}
と関係づけられる。ここで、原子間または分子間の影響を無視できる程度に十分に孤立し、局所電場と原子や分子に加えられた周囲の電場が平行である場合は{\displaystyle {\boldsymbol {E}}_{\rm {local}}={\boldsymbol {E}}}であるため、マクロな電気分極は{\displaystyle {\boldsymbol {P}}=N\alpha {\boldsymbol {E}}}となることから、電気感受率と分極率は
{\displaystyle \chi ={\frac {N\alpha }{\varepsilon _{0}}}}
の関係で表される。しかしながら、一般の場合は多数の電気双極子モーメント間の相互作用などにより局所電場は変化する。多数の電気双極子モーメントからなる系において、その内部の球形の中心では電気双極子モーメントの和が平均的に0となるという仮定から、局所電場は周囲の電場と電気分極との間で
{\displaystyle E_{\rm {local}}=E+{\frac {P}{3\varepsilon _{0}}}}
のように関係づけることができる（ローレンツの局所電場）。この局所電場を用いると、電気感受率は
{\displaystyle \chi ={\frac {N\alpha /\varepsilon _{0}}{1-N\alpha /(3\varepsilon _{0})}}}

と表され、加成性で表される関係{\displaystyle \chi =N\alpha /\varepsilon _{0}}とは異なる。同じ分極率を有する元素から成る固体でも、電気双極子モーメントの配置の違いにより電気感受率の値は異なる。固体の場合、原子または分子の{\displaystyle \alpha }を用いたこの関係式は不十分であることが多いが、局所電場を簡単に周囲の電場と関係づけられるため、実測の誘電率から分極率を評価するためによく使用される。
誘電体（絶縁体）の場合は、分極の起源が電子分極{\displaystyle \alpha _{\rm {electorn}}(\omega )}、イオン分極（原子分極）{\displaystyle \alpha _{\rm {ion}}(\omega )}、配向分極{\displaystyle \alpha _{\rm {orientation}}(\omega )}に大別され、誘電体の分極率はその和で表される。
{\displaystyle \alpha (\omega )=\alpha _{\rm {electorn}}(\omega )+\alpha _{\rm {ion}}(\omega )+\alpha _{\rm {orientation}}(\omega )}

分極率の周波数依存性は分極の起源と密接な関係があり、分極の運動が電場に追従できなくなる周波数領域では消失する。通常、有極性分子が向きを揃える配向分極は109Hz（マイクロ波領域）以下で発現し、原子位置の偏りから生じるイオン分極は1014Hz（赤外・遠赤外領域）以下で発現し、原子核に対する電子の偏りから生じる電子分極は1016〜17Hz（紫外域）以下で発現する。高分子では、高分子の分子構造に対応した原子分極の周波数が異なり、熱可塑性樹脂では低周波数側からα分散が主鎖構造レベルの分子振動、β分散が側鎖構造レベルの分子振動、γ分散が官能基レベルの分子振動というような関係がある。

金属の場合は、物質中の電子があたかも自由電子のように運動できるため、自由電子の集団運動が電子分極の起源となる。誘電体における原子核に束縛された電子の偏りとは異なり、金属では物質全体に渡り電場と逆向きの電子の偏りが生じることが特徴である。金属における自由電子の集団運動はおおよそ1015Hz（可視光域）に特徴的な周波数（プラズマ周波数）がある。金属に特有な金属光沢は自由電子の集団運動と関係しており、金属では可視光域で{\displaystyle \chi }が-1よりも負に大きな値となる（誘電率が負となる）異常分散を示し、可視光を全反射する性質を有する。

## 非線形性
高電場下の多くの物質では電気分極の増加が飽和する。この飽和現象は非線形感受率を導入することでモデル化できる。電気分極を電場に対して展開した係数を非線形感受率という。
{\displaystyle P=P_{0}+\varepsilon _{0}\chi ^{(1)}E+\varepsilon _{0}\chi ^{(2)}E^{2}+\varepsilon _{0}\chi ^{(3)}E^{3}+\cdots .}
{\displaystyle \varepsilon _{0}\chi ^{(n)}={\frac {1}{n!}}{\frac {\partial ^{n}P}{\partial E^{n}}}}
ここで、{\displaystyle P_{0}}は自発分極といい、強誘電性の物質以外では{\displaystyle P_{0}=0}である。電場に対する1次項（線形項）{\displaystyle \chi ^{(1)}}は上記に記載した量である。非線形感受率は電気感受率が電場に対する定数から電場に依存するように展開されたものともみなせる。
{\displaystyle \chi =\chi ^{(1)}+\chi ^{(2)}E+\chi ^{(3)}E^{2}+\cdots .}
{\displaystyle \chi }と{\displaystyle \chi ^{(1)}}は定数（無次元）であり、{\displaystyle \chi ^{(n)}}の単位は(m/V)(n-1)となる。異方性のある結晶では{\displaystyle \chi ^{(n)}}はテンソルである。非線形感受率は非線形光学において重要な量であり、緑色のレーザポインタに応用されている第二次高調波発生は{\displaystyle \chi ^{(2)}}と関係する。